# Osica de Jos
Osica de Jos est une commune roumaine située dans le județ d'Olt.